# Mick Loates
Michael „Mick“ John Loates (* 17. August 1947 in Orpington, Kent, England) ist ein britischer Wildtier- und Porträtmaler.

## Leben
Mick Loates absolvierte von 1963 bis 1964 das Sidcup Art College. Von 1964 bis 1966 folgte ein Kunststudium am Ravensbourne College of Art. Nach einem kurzen und ernüchterten Abstecher in die Werbung verließ er London, um eine Karriere in der Tierillustration und Malerei aus seinem ehemaligen Studio in East Sussex zu verfolgen. 
Für seine Bilder betreibt er Feldstudien über die Wirkung von Licht und Schatten auf Wildtiere und Wasser. Neben der Malerei nimmt Loates an Vogelzählungen teil, darunter von 1992 bis 1994 an der Erfassung der Vogelbestände bei Niedrigwasser im Kingsbridge Estuary, und er engagiert sich als Naturschützer für Meeres- und Süsswasserlebensräume. 1993 wurde er Vizepräsident bei der Kingsbridge and District Natural History Society.
Loates illustrierte 22 Bücher, darunter The Doomsday Book of Animals von David Day (1981), Ingenious Insects von Anthony Wootton (1983), Salar the Salmon von Henry Williamson (1987), Go Birding von Tony Soper (1988), Oceans of Birds von Tony Soper (1989), Ponds and Streams von John Stidworthy (1990), Noah’s Choice: True Stories of Extinction and Survival von David Day (1990), Wildlife of the Salcombe & Kingsbridge Estuary von Gordon Waterhouse (1992), Questions and Answers About Seashore Animals von Michael Chinery (1994), Green Fields and Pavements: A Norfolk Farmer in Wartime von Henry Williamson (1995), Trout etcetera von Brian Clarke (1996), Collins Guide to Fish of Britain & Europe von Peter J. Miller (1997), The Best Book of Big Cats von Christiane Gunzi (2005, ins Deutsche übersetzt unter dem Titel Tessloffs erstes Buch der Raubkatzen) und A Clear Water Stream von Henry Williamson (2008). 1987 war er an der Gestaltung der Grafiken für das Buch Save the Birds (deutsch: Rettet die Vogelwelt von Gerhard Thielcke, Rudolf L. Schreiber, Anthony W. Diamond und Horst Stern) beteiligt.